# G.E.P.U. Femesa
Gimnasia y Esgrima Pedernera Unido Femesa (GEPU) ist ein argentinischer Basketballverein aus San Luis in Argentinien. Anfang der 1990er Jahre gewann das Team zwei nationale Meisterschaften und spielte International. Mehrere Abstiege brachten das Team danach bis in die Liga der Provinz San Luis.

## Erfolge
- Argentinische Wettbewerbe:
  - Liga Nacional de Básquetbol: 1990, 1992
  - Liga Nacional de Básquetbol-Finalist: 1991